# Pascual Gregorio Saavedra Iglesias
Pascual Gregorio Saavedra Iglesias (Mondoñedo, 5 de julio de 1829 - Mondoñedo, 27 de marzo de 1908) fue un compositor y maestro de capilla español.

## Vida
Pascual Saavedra pertenecía a una línea de músicos ligados a la Catedral de Mondoñedo. Su abuelo, Manuel Saavedra, procedente de Astorga, desempeñó un papel destacado en la capilla de música de la catedral mindoniense, donde tocaba el violón y el violín. Además, ejerció como vicario y secretario de la capilla durante los magisterios de Santavalla y Pacheco. Su hijo, Francisco Saavedra, padre de Pascual, siguió sus pasos y se formó en la misma capilla como mozo de coro, avanzando hasta alcanzar en 1858 el cargo de primer violín.
La formación musical de Pascual Saavedra probablemente tuvo sus primeros pasos en el hogar, guiado por su familia. Sin embargo, no tardó en ingresar como aprendiz de violín en la Academia de Música. Con el respaldo de su familia, comenzó a realizar sustituciones y a reforzar la capilla de música de la catedral durante las festividades solemnes. Al mismo tiempo, profundizó en sus estudios de composición bajo la tutela del maestro Pacheco.
En 1857, mientras el maestro Pacheco aún dirigía la capilla metropolitana de Mondoñedo, Pascual Saavedra fue nombrado tercer violín de la institución. Poco después, recibió las órdenes sacerdotales y obtuvo la cátedra de Filosofía en el Seminario Diocesano de Mondoñedo. Además, desempeñó una capellanía en la iglesia del Rosario de Mogor.
El 23 de marzo de 1865 fallecía el maestro Pacheco y el cabildo de Mondoñedo tardó unos años en convocar la plaza. En 1867 Saavedra se presentó a las oposiciones para el magisterio de la catedral, que le fue concedido. El jurado, formado por el organista Nicolás Coronas y los músicos Pedro Insúa y Jerónimo Gacio, certificó que:

[...] el presbítero Pascual Saavedra e Iglesias, único opositor, ha compuesto con sujeción a las reglas de arte y sobre el tema de fuga que se dio, ciento cuatro compases para cuatro voces y toda orquesta, según se le previno. Probó también su suficiencia en el canto coral y régimen de la capilla de música, todo a entera satisfacción de los que suscriben. Lo mismo ha verificado el aspirante José Ramón García Fraga, niño de coro de esta referida iglesia.

Permanecería en el cargo hasta su fallecimiento en Mondoñedo, el 27 de marzo de 1908.

## Obra
El vasto legado musical de Saavedra se conserva íntegramente en la Catedral de Mondoñedo. Su obra incluye cinco oficios de difuntos, cuatro lamentaciones, cuatro salmos y una gran variedad de villancicos en castellano, gallego y latín, además de diversas composiciones eclesiásticas en latín.
Para adaptarse a esta realidad, el maestro incorporó instrumentos de banda, compensando así la desaparición de los habituales en las capillas catedralicias, como el oboe, el fagot y el violón. Sin embargo, estas limitaciones no frenaron su espíritu creativo ni su capacidad para honrar la grandeza de sus predecesores cuando se le presentaba la oportunidad de trabajar con una orquesta, un doble coro o solistas virtuosos.
Las composiciones de Saavedra muestran la lamentable situación de la capilla de música durante su ejercicio. Desde mediados del siglo XVIII se había suspendido la provisión de las plazas y la capilla se mantenía con limosnas y subsidios a los músicos, que tenían que proveerse por promoción interna, ya que no se podía contratar músicos del exterior. Para adaptarse a esta realidad, el maestro incorporó instrumentos de banda, compensando así la desaparición de los habituales en las capillas catedralicias, como el oboe, el fagot y el violón.Sin embargo, estas limitaciones no frenaron su espíritu creativo ni su capacidad para honrar la grandeza de sus predecesores cuando se le presentaba la oportunidad de trabajar con una orquesta, un doble coro o solistas virtuosos.
Destaca sobre especialmente por sus villancicos navideños en gallego, de inspiración popular, que se inscriben en de una tradición mantenida por los maestros de capilla de la Catedral de Mondoñedo desde finales del siglo XVII hasta principios del XIX. Figuras como Santavaya, Pacheco y el propio Saavedra interpretaban estas composiciones durante las misas de Navidad. Las letras fueron obra de poetas mindonienses como  Antón María de Castro e Neira, Luis Corral Rodríguez y Jacinto Romualdo López. A Saavedra, además, se le atribuye la autoría de la letra de dos villancicos en gallego, además de haber musicalizado numerosos otros.